# Wudalianchi
Wudalianchi är en stad på häradsnivå som lyder under Heihes stad på prefekturnivå i Heilongjiang-provinsen i nordöstra Kina. Den ligger omkring 340 kilometer norr om provinshuvudstaden Harbin. En del av staden var tidigare ett härad med namnet Dedu eller Dedou (德都县 , pinyin Dédōu xiàn). Sammanslagningen ägde rum 1996.